# エリカ・マロジャーン
エリカ・マロジャーン（ハンガリー語: Marozsán Erika、1972年8月3日 - ）は、ハンガリーの女優。

## 来歴
銀幕デビューは1989年にハンガリーで公開されヒットした映画『Béketárgyalás, avagy az évszázad csütörtökig tart』である。主にハンガリー映画に出演しているが、トム・ベレンジャーやボキーム・ウッドバインと共演したHBOのヒットアクション映画『山猫は眠らない2 狙撃手の掟』などの他国製作映画や、『暗い日曜日』、2001年第73回アカデミー賞短編実写映画賞にノミネートされた『One Day Crossing』などの合作映画にも出演している。
マロジャーンは1995年にブダペストの演劇映画アカデミーを卒業し、同市の「Új Színház」（ニューシアター）のメンバーとなった。

## 主な出演作品
| 年   | 原題                           | 邦題                       | 役名                 | 備考         |
| ---- | ------------------------------ | -------------------------- | -------------------- | ------------ |
| 1995 | Esti Kornél csodálatos utazása |                            | ウィーンから来た女性 |              |
| 1999 | Ein Lied von Liebe und Tod     | 暗い日曜日                 | イロナ・ヴァルナイ   | 独洪合作映画 |
| 2002 | Sniper 2                       | 山猫は眠らない2 狙撃手の掟 | ソフィア             | アメリカ映画 |
| 2002 | Vienna                         |                            | Eva                  |              |
| 2007 | Feast of Love                  | ラブ・アペタイザー         | マーガレット         | アメリカ映画 |
| 2010 | Jud Süss - Film ohne Gewissen  |                            | Vlasta               | ドイツ映画   |
| 2011 | Kaland                         |                            | Anna Kádár           |              |